# Иван Бабић (фудбалер, 1981)
Иван Бабић (Ново Село код Врњачке Бање, 2. јануара 1981) бивши је српски фудбалер. Тренутно је запослен као тренер у млађим категоријама крушевачког Напретка.

## Биографија

### Професионална играчка каријера
Иван Бабић је фудбалом почео да се бави у редовима Омладинца у родном Новом Селу, а касније наставио у Хајдуку из Јарчујка. Своју професионалну каријеру започео је у чачанском Борцу, за који је у Првој лиги СР Југославије дебитовао 1999. На полусезони исте такмичарске године, Бабић је прешао у екипу крушевачког Напретка. Освојивши прво место на табели источне групе Друге лиге, екипа Напретка је остварила пласман у највиши ранг такмичења. Напредак је 2000. наступио у финалу купа Куп СР Југославије, против Црвене звезде, а истог лета је играо у УЕФА купу, против Офија са Крита. Бабић се у наредним сезонама усталио у постави Напретка, док је клуб касније поново испао у нижи степен такмичења, али се у међувремену вратио, освајањем последње титуле првака источне групе Друге лиге Југославије. У јуну 2004. године, Бабић је прешао у београдски Партизан, са којим је потписао четворогодишњи уговор. У дресу Партизана, међутим, није наступао на такмичарским сусретима, већ је под уговором са клубом наступао на позајмицама у другим екипама, укључујући и Напредак, у ком се поново задржао и по истеку сарадње са београдским клубом. После Напретка, Бабић је појачао редове тадашњег прволигаша Новог Пазара. Услед одустајања Баска, првака тог такмичења за сезону 2010/11, Нови Пазар је као трећи тим на табели остварио пласман у Суперлигу Србије. После пет узастопних пораза његовог клуба на старту такмичења, Бабић је био стрелац првог гола Новог Пазара у историји Суперлиге Србије, за минималну победу над Смедеревом, 24. септембра 2011. године. Лета 2012. прикључио се Металцу из Горњег Милановца, а исте године одиграо је и ревијалну утакмицу са „Б репрезентацијом Србије”, поводом отварања новог клупског стадиона. Почетком 2013. вратио се у чачански Борац, а у клубу се задржао све до пласмана клуба у Суперлигу Србије, по окончању такмичарске 2013/14. Након тога је приступио краљевачкој Слоги. По испадању клуба из савезног ранга, Бабић је био део екипе и током сезоне 2015/16. у Српској лиги Запад. Клуб ни у том такмичењу није сачувао статус, већ је након једне такмичарске године пао у зонско такмичење, док је Бабић завршио своју играчку каријеру. Касније се регистровао за футсал клуб „Карановац”.

### Тренерска каријера
По завршетку своје професионалне играчке каријере, Бабић се посветио тренерском послу, који је отпочео у Гочу из Врњачке Бање. Током лета 2017. године, пред почетак такмичарске 2017/18. у Првој лиги Србије, Бабић је именован за помоћника шефа стручног штаба Темнића из Варварина, Вељка Доведана. Са тим тренером је, раније, као играч сарађивао у краљевачкој Слоги. Почетком наредне календарске године, Бабић је представљен као нови тренер фудбалског клуба Тутина, те је тај клуб касније водио у Српској лиги Запад. Након тога је преузео омладинску селекцију крушевачког Напретка, а као тренер омладинаца радио је до краја 2019. године. По именовању Ивана Стефановића за тренера првог тима Напретка, Бабић је изабран у стручни штаб као помоћник. Бабић је преузео вођство екипе у завршници утакмице против Радника из Сурдулице, крајем фебруара 2020, после искључења шефа стручног штаба. Услед смене Стефановића средином марта исте године, Бабић је, заједно за Бојаном Миладиновићем, водио екипу Напретка на гостовању Црвеној звезди у 26. колу Суперлиге Србије за такмичарску 2019/20. Бабић је касније био и у стручном штабу Драгана Ивановића, а након његове оставке поново је водио екипу против Црвене звезде у 10. колу такмичарске 2020/21. Сезону 2021/22. започео је као тренер кадетске екипе Напретка.

## Статистика

#### Клупска
Ажурирано 16. марта 2020.
|                         |                      |     |   |   |   |   |   |   |   |     |   |  |  |  |
| Борац Чачак             | 1997/98.             | —   | — | — | — | — | — | — | — | —   | — |  |  |  |
| Борац Чачак             | 1998/99.             | —   | — | — | — | — | — | — | — | —   | — |  |  |  |
| Борац Чачак             | 1999/00.             | 1   | 0 | — | — | — | — | — | — | 1   | 0 |  |  |  |
|                         |                      |     |   |   |   |   |   |   |   |     |   |  |  |  |
| Напредак Крушевац       | 1999/00.             | 3   | 0 | — | — | — | — | — | — | 3   | 0 |  |  |  |
| Напредак Крушевац       | 2000/01.             | 19  | 0 | — | — | 1 | 0 | — | — | 20  | 0 |  |  |  |
| Напредак Крушевац       | 2001/02.             | 30  | 1 | — | — | — | — | — | — | 30  | 1 |  |  |  |
| Напредак Крушевац       | 2002/03.             | 30  | 0 | — | — | — | — | — | — | 30  | 0 |  |  |  |
| Напредак Крушевац       | 2003/04.             | 26  | 0 | — | — | — | — | — | — | 26  | 0 |  |  |  |
|                         |                      |     |   |   |   |   |   |   |   |     |   |  |  |  |
| Партизан                | 2004/05.             | 0   | 0 | 0 | 0 | 0 | 0 | — | — | 0   | 0 |  |  |  |
| Партизан                | 2005/06.             | —   | — | — | — | — | — | — | — | —   | — |  |  |  |
| Партизан                | 2006/07.             | 0   | 0 | — | — | 0 | 0 | — | — | 0   | 0 |  |  |  |
| Партизан                | 2007/08.             | 0   | 0 | 0 | 0 | 0 | 0 | — | — | 0   | 0 |  |  |  |
| Партизан                | Укупно               | 0   | 0 | 0 | 0 | 0 | 0 | — | — | 0   | 0 |  |  |  |
|                         |                      |     |   |   |   |   |   |   |   |     |   |  |  |  |
| Обилић                  | 2004/05. (позајмица) | 13  | 0 | — | — | — | — | — | — | 13  | 0 |  |  |  |
| Обилић                  | 2005/06. (позајмица) | 15  | 0 | — | — | — | — | — | — | 15  | 0 |  |  |  |
| Обилић                  | Укупно               | 28  | 0 | — | — | — | — | — | — | 28  | 0 |  |  |  |
|                         |                      |     |   |   |   |   |   |   |   |     |   |  |  |  |
| Рад                     | 2005/06. (позајмица) | 9   | 0 | — | — | — | — | — | — | 9   | 0 |  |  |  |
|                         |                      |     |   |   |   |   |   |   |   |     |   |  |  |  |
| Бежанија                | 2006/07. (позајмица) | 3   | 0 | — | — | — | — | — | — | 3   | 0 |  |  |  |
|                         |                      |     |   |   |   |   |   |   |   |     |   |  |  |  |
| Напредак Крушевац       | 2007/08. (позајмица) | 11  | 1 | — | — | — | — | — | — | 11  | 1 |  |  |  |
| Напредак Крушевац       | 2008/09.             | 13  | 0 | — | — | — | — | — | — | 13  | 0 |  |  |  |
| Напредак Крушевац       | 2009/10.             | 24  | 0 | — | — | — | — | — | — | 24  | 0 |  |  |  |
| Напредак Крушевац       | Укупно               | 156 | 2 | — | — | 1 | 0 | — | — | 157 | 2 |  |  |  |
|                         |                      |     |   |   |   |   |   |   |   |     |   |  |  |  |
| Нови Пазар              | 2010/11.             | 26  | 3 | 1 | 0 | — | — | — | — | 27  | 3 |  |  |  |
| Нови Пазар              | 2011/12.             | 19  | 1 | 1 | 0 | — | — | — | — | 20  | 1 |  |  |  |
| Нови Пазар              | Укупно               | 45  | 4 | 2 | 0 | — | — | — | — | 47  | 4 |  |  |  |
|                         |                      |     |   |   |   |   |   |   |   |     |   |  |  |  |
| Металац Горњи Милановац | 2012/13.             | 9   | 0 | 1 | 0 | — | — | — | — | 10  | 0 |  |  |  |
|                         |                      |     |   |   |   |   |   |   |   |     |   |  |  |  |
| Борац Чачак             | 2012/13.             | 11  | 0 | — | — | — | — | — | — | 11  | 0 |  |  |  |
| Борац Чачак             | 2013/14.             | 5   | 0 | 1 | 0 | — | — | — | — | 6   | 0 |  |  |  |
| Борац Чачак             | Укупно               | 17  | 0 | 1 | 0 | — | — | — | — | 18  | 0 |  |  |  |
|                         |                      |     |   |   |   |   |   |   |   |     |   |  |  |  |
| Слога Краљево           | 2014/15.             | 23  | 0 | 0 | 0 | — | — | — | — | 23  | 0 |  |  |  |
| Слога Краљево           | 2015/16.             | 19  | 0 | 1 | 0 | — | — | — | — | 20  | 0 |  |  |  |
| Слога Краљево           | Укупно               | 42  | 0 | 1 | 0 | — | — | — | — | 43  | 0 |  |  |  |
|                         |                      |     |   |   |   |   |   |   |   |     |   |  |  |  |
| Каријера                | Каријера             | 311 | 6 | 5 | 0 | 1 | 0 | — | — | 317 | 6 |  |  |  |
|                         |                      |     |   |   |   |   |   |   |   |     |   |  |  |  |

## Трофеји и награде
Борац Чачак
- Друга лига СР Југославије — група Запад : 1998/99.[48]

Напредак Крушевац
- Друга лига СР Југославије — група Исток (2) : 1999/00,[7] 2002/03.[9]